# Cantonul Saint-Amant-Roche-Savine
Cantonul Saint-Amant-Roche-Savine este un canton din arondismentul Ambert, departamentul Puy-de-Dôme, regiunea Auvergne, Franța.

## Comune
- Bertignat
- Grandval
- Le Monestier
- Saint-Amant-Roche-Savine (reședință)
- Saint-Éloy-la-Glacière